# Kléber Laube Pinheiro
Kléber Laube Pinheiro (* 2. května 1990 Estância Velha) je brazilský fotbalista.

## Klubová kariéra
S kariérou začal v Atlético Mineiro v roce 2009. Během své kariéry hrával za CS Marítimo, FC Porto, Palmeiras a GD Estoril Praia.

## Reprezentační kariéra
Kléber odehrál za brazilský národní tým v roce 2011 celkem 2 reprezentační utkání.

## Statistiky
| Brazílie | Brazílie | Brazílie |
| Roky     | Záp.     | Góly     |
| -------- | -------- | -------- |
| 2011     | 2        | 0        |
| Celkem   | 2        | 0        |

## Úspěchy

### Klubové
FC Porto
- Primeira Liga: 2011/12, 2012/13